# I just wanna hold you tight
『I just wanna hold you tight』（アイ ジャスト ワナ ホールド ユー タイト）は、小松未歩の24枚目のシングル。2005年5月18日にGIZA studioより発売された。規格品番はGZCA-4039。

## 概要
- テレビアニメとしては1999年発表の「風がそよぐ場所」以来6年振り、アニメ作品としては2000年発表の「あなたがいるから」以来5年振りのアニメタイアップ作品である。
- もともと本人はラブソングにするつもりはなかったが、制作中の話し合いによりラブソングになったという[2]。

## 批評
CDjornalではゆったりとした曲の中で恋人たちの様子を描いたラブソングとされ、ストレートにイメージが伝わると評されている

## 収録曲
全作詞・作曲／小松未歩
1. I just wanna hold you tight　編曲:小林哲
テレビ東京系列テレビアニメ『メルヘヴン』の初期エンディングテーマとして、2005年4月3日から2005年6月26日までの間、計13話でオンエアされ続けた[4]。
26枚目のシングル「恋になれ...」のカップリング曲として、「I just wanna hold you tight 〜a strange town Mix〜」なる同曲のリミックスが収録されている。
出版者:テレビ東京ミュージック
2. すぐ恋なんて出来る　編曲:大賀好修
出版者:ギザミュージック
3. 蒼い夏　編曲:古井弘人
出版者:ギザミュージック
4. I just wanna hold you tight <instrumental>

## 楽曲の収録アルバム
- 『小松未歩 8 〜a piece of cake〜』(#1,3)
- 『小松未歩 ベスト 〜once more〜』(#1)
- 『メルヘヴン THEME SONG BEST』(#1)